# Brabant-le-Roi
Brabant-le-Roi é uma comuna francesa na região administrativa de Grande Leste, no departamento de Meuse. Estende-se por uma área de 11,08 km². Em 2010 a comuna tinha 232 habitantes (densidade: 20,9 hab./km²).